# マモレ!絶滅ニンゲン
『マモレ!絶滅ニンゲン』（マモレ ぜつめつニンゲン）は、テレビ東京系列で2007年と2011年に過去2回放送されたバラエティ特番である。

## 概要
現代の日本から淘汰されつつある人々や物が、どのようにして繁殖し絶滅の危機に追い込まれたかを紹介するとともに、現在の生き残りを探し出し保護を行うという異色バラエティ番組。

## 放送時間

### 第1回
- 『マモレ!絶滅ニンゲン』
  - 2007年12月29日 23:00 - 24:24（JST）[2]

### 第2回
- 『マモレ!絶滅ニンゲン2011』
  - 2011年7月18日 24:27 - 25:08（JST）[3]
  - 「トライアル7」（2011年7月18日 - 同月21日の「バラエティ7」枠で、4夜連続で放送された特別番組）の1番組として放送。

## 出演者

### 司会
- バナナマン（設楽統、日村勇紀）

### 進行

#### 第1回
- 前田真理子（テレビ東京アナウンサー）

#### 第2回
- 植田萌子（テレビ東京アナウンサー）
- 紺野あさ美（テレビ東京アナウンサー）

### ゲスト

#### 第1回
- 嶋大輔
- MEGUMI
- 半田健人

#### 第2回
ゲスト出演者はなし。

## 調査テーマ

### 第1回
- ジャイアンツ帽を被ったおじさん
  - 「ジャイアンツ帽」を被るのは50代男性だろうという勝手な想像をもとに、スタッフは競馬場や下町を捜索する。
- 鶏冠のような前髪
  - 番組のために現代っ子が「トサカヘアー」に変身。
- コスモスの自動販売機
  - ロッテの「ビックリマンシール」の偽物を販売していたとして、社会問題に発展した幻の自動販売機の今を追跡。
- 胸の大きい女性を「ボイン」と呼ぶ人
  - グラビアアイドルの愛川ゆず季が街頭ロケに出動し、胸の谷間を「ボイン」と形容する人物がいるかを調査。
- セーターを肩にかけた「ザ・業界人」
  - NHK、日本テレビ、テレビ朝日、TBS、フジテレビの各局玄関前で、セーターを肩にかけた「業界人」を待ち伏せする。

### 第2回
- 変形学生服を着た不良
  - 「短ラン・ボンタンの不良」が多いという福岡県に向かい、1人の高校生と出会う。
- エロ本の自動販売機
  - 未だ残っているという長野県に向かい、安曇野市にて自販機本を入手。

## スタッフ

### 第1回
- ナレーション - 泉龍太
- 構成 - オークラ、成瀬正人、出川真弘、小林清人、橋本俊哉、安田聡太
- リサーチ - 田中亮史
- TD - 前進
- CAM - 谷口誠、岸副実典、鈴木智昭、吉田和雄、徳織雅彦
- VE - 杉山博紀、葛西雅弘
- MIX - 西山恵美子
- MA - 金久保公儀、臼本泰一
- LD - 長治憲明
- デザイン - 岡野真由子
- 美術進行 - 高橋昭三
- 大道具 - 岡澤晋
- 小道具 - 佐々木洋平
- 電飾 - 中山昭
- アクリル装飾 - 八島貴広
- メイク - 山田かつら
- 布装飾 - 丸山昌志
- 音楽効果 - 長内勇治
- 編集・MA - e-naスタジオ
- 編成 - 丸田晋
- 番宣 - 大石淳子
- 営業 - 橋本泰貴、遊佐小夢貴
- AD - 後原英也、鵜沢啓行、藤倉啓太
- AP - 林はる佳
- ディレクター - 布川英樹、山野辺聖勝、三井保夫、今村健二、小西梓美、長縄亮
- 演出 - 山田直子
- プロデューサー - 濱谷晃一（テレビ東京）、小幡英司（安寿）
- 制作協力 - 安寿
- 制作著作 - テレビ東京

### 第2回
- ナレーション - 泉龍太
- 構成 - オークラ、出川真弘、田中到
- TD - 菊地裕介
- CAM - 西村光平
- VE - 佐藤誠二
- MIX - 臼本泰一
- LD - 山崎康紀
- アートプロデューサー - 小越敏彦
- セットデザイン - 岡野真由子
- 協力 - テクノマックス、テレビ東京アート
- EED・MA - e-naスタジオ
- 音楽効果 - 小田切暁（278）
- タイトル - ニイルセン
- CG - 三村堅一
- 編成 - 井関勇人
- 番宣 - 荒井正和
- リサーチ - 田中小百合、小川優美
- AP - 相馬晃子
- デスク - 渡辺京子
- AD - 伊藤由理子、太田翔平、佐熊智之
- ディレクター - 魚田英孝、太田博章、今井伸弥
- 演出 - 山田直子
- プロデューサー - 小幡英司
- 演出・プロデューサー - 濱谷晃一
- 制作協力 - 安寿
- 製作著作 - テレビ東京

### 第1回
- マモレ!絶滅ニンゲン - テレビ東京ホームページ内の番組紹介ページ。

### 第2回
- トライアル7 - テレビ東京ホームページ内の「トライアル7」紹介ページ。